# Recettore H4
Il recettore H4 è un recettore dell'istamina, un membro della superfamiglia dei recettori accoppiati a proteine G.

## Distribuzione nei tessuti
Il recettore H4 è altamente espresso nel midollo osseo e sui leucociti, e nei modelli sperimentali su topi di pleurite indotta da zymosan, regola il rilascio dei neutrofili dal midollo osseo e la loro successiva infiltrazione.
È espresso anche in colon, fegato, polmoni, intestino tenue, milza, testicoli, timo, tonsille e trachea.

## Funzione
Il recettore dell'istamina H4 ha dimostrato di essere coinvolto nella mediazione del cambiamento di forma degli eosinofili e nella chemiotassi dei mastociti. Quest'ultima avviene tramite la subunità βγ agente presso la fosfolipasi C, causando la polimerizzazione dell'actina e infine la chemiotassi.

## Struttura
La struttura 3D del recettore H4 non è stata ancora definita a causa delle difficoltà relative alla cristallizzazione dei recettori accoppiati a proteine G. Sono stati fatti alcuni tentativi di sviluppo di modelli strutturali del recettore H4 per scopi diversi. Il primo modello di recettore H4 è stato costruito da modellazioni omologhe basate sulla struttura cristallina della rodopsina bovina. Questo modello è stato utilizzato per l'interpretazione dei dati sulla mutagenesi sito-diretta, che hanno rivelato l'importanza cruciale dei residui Asp94 (3.32) e Glu182 (5.46) nell'attivazione del recettore H4 e nei suoi legami coi ligandi.
Un secondo modello strutturale del recettore H4 basato sulla rodopsina è stato utilizzato con successo per l'identificazione di nuovi ligandi di H4.
I recenti progressi nella cristallizzazione, e in particolare la determinazione del complesso del recettore dell'istamina umana H1 con la doxepina, probabilmente aumenteranno la qualità dei nuovi modelli strutturali del recettore H4.

## Ligandi

### Agonisti
- 4-Methylhistamine
- VUF-8430 (2-[(Aminoiminomethyl)amino]ethyl carbamimidothioic acid ester)
- OUP-16

### Antagonisti
- Thioperamide
- JNJ 7777120
- VUF-6002 (1-[(5-Chloro-1H-benzimidazol-2-yl)carbonyl]-4-methylpiperazine)
- A987306
- A943931

### Potenziale terapeutico
Inibendo il recettore H4 si possono trattare asma e allergie.
L'antagonista altamente selettivo di H4 VUF-6002 è attivo per via orale e inibisce l'attività sia dei mastociti che degli eosinofili in vivo, ed ha effetti antinfiammatori e antiperalgesici.